# Конденсат

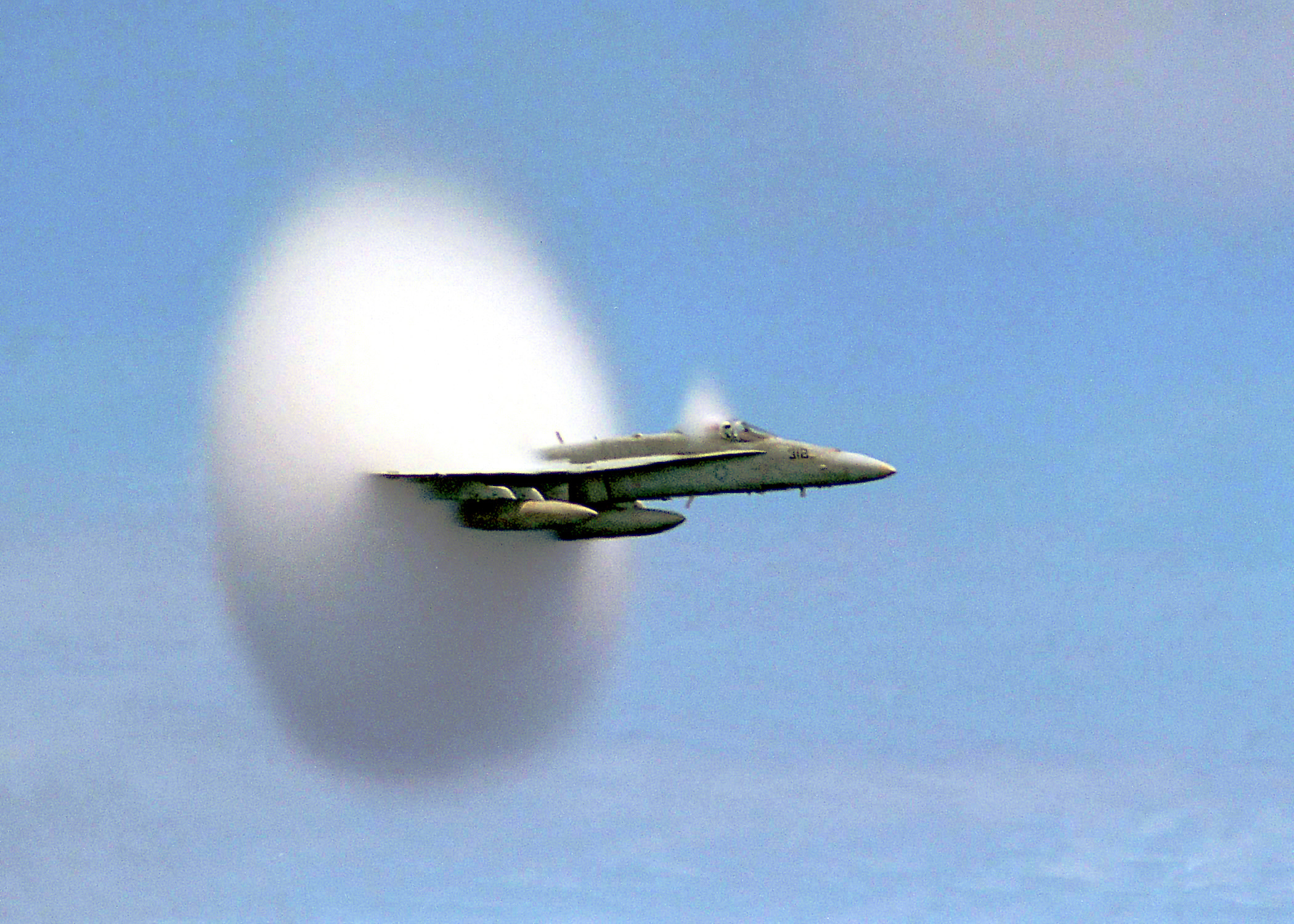
FA-18 с облаком конденсата, образовавшегося вследствие локального изменения давления.

Конденса́т (лат. condensatus — уплотнённый, сгущённый) — продукт конденсации парообразного состояния жидкостей, то есть продукт перехода вещества при охлаждении из газообразной в жидкую форму. Другими словами, конденсат — это жидкость, образующаяся при конденсации пара или газа. 
Согласно «Терминам и определениям» РМГ 75-2014 конденсат — обобщённое название росы и инея.
Когда говорят о конденсате, чаще всего имеют в виду конденсат воды, однако существует и конденсат практически всех жидкостей (например конденсат бензина).
На электростанциях с паровым циклом конденсатом называют воду от момента конденсации до поступления в питательный насос, который значительно повышает её давление. Далее (до парового котла) она называется питательной водой. Поскольку в конденсаторе давление в паровом цикле наименьшее (как правило, около 0,1 атм), то при этом могут происходить подсосы охлаждающей воды и атмосферного воздуха, что приводит к загрязнению конденсата. Конденсат, возвращаемый от потребителей пара, также зачастую загрязнен. Для очистки конденсата применяют блочные обессоливающие установки (БОУ) с ионообменными фильтрами, деаэраторы и испарители. Для бесперебойного снабжения котлоагрегата водой на электростанциях устраивают баки запаса конденсата.
Образование конденсата в конструкциях при эксплуатации зданий (см. Точка росы) — вредное явление, так как увеличение влажности тепловой изоляции ведет к снижению теплозащитных свойств стеновых и кровельных ограждений, появлению сырости и плесени на внутренних поверхностях стен. Для борьбы с этим явлением применяется встроенная вентиляция конструкций (например, вентилируемые кровли и фасады) и пароизоляция.
Газовым конденсатом называют смесь жидких углеводородов, выделяемую из природного горючего газа. Он является химическим и топливным сырьем. Как правило, жидкими при нормальных условиях являются углеводороды, у которых в молекуле содержится более четырех атомов углерода. Для получения стабильного газового конденсата из сырья удаляют летучие фракции.
В квантовой физике термин «конденсат Бозе — Эйнштейна» используется для определения состояния вещества, в котором значительное число частиц находятся на уровне с минимальной энергией. Такое состояние достигается только при сверхнизких температурах (например, ниже 2,17 K для 4Не). В сходных случаях применяются также термины «кварковый конденсат», «глюонный конденсат», «вакуумный конденсат» и др.